# Xestocephalus fuscus
Xestocephalus fuscus är en insektsart som beskrevs av Evans 1954. Xestocephalus fuscus ingår i släktet Xestocephalus och familjen dvärgstritar. Inga underarter finns listade i Catalogue of Life.